# Drâa
Pour les articles homonymes, voir DRA.
Le Drâa, fleuve du Dra ou oued Drâa (en berbère : ⴷⵔⴰ Dra ou Assif n Dra  ; en arabe : وادي درعة) est le plus long fleuve du Maroc avec 1 100 kilomètres. Sa vallée comporte une partie habitée avec de nombreuses oasis dans le Draa moyen, c'est la « vallée du Drâa » du Maroc touristique, et une partie désertique en aval de Mhamid el Ghizane.

## Oued Drâa

### Géographie
Le bassin versant du Draa comporte une grande partie du versant sud du Haut Atlas. Il se forme par la réunion des rivières Dadès et Oued Ouarzazate au niveau du lac du barrage Al Mansour Ad-Dahbi, quelques kilomètres à l'est de Ouarzazate. Du nord-est vient le Dadès qui descend du Haut-Atlas oriental et qui a reçu comme affluent l'Oued M'goun venant du versant sud du massif du Mgoun culminant à plus de 4000 m. Du nord-ouest vient l'oued Ouarzazate résultant de la réunion de l'oued Ounila qui descend du Tizi n'Telouet et de l'oued Imini qui descend du Tizi n'Tichka et draine aussi le versant nord du Djebel Siroua. Le lac reçoit aussi l'assif n'Douchchène qui draine le versant est du Siroua. 
En aval du barrage, le Drâa suit une direction vers le sud-est, avant d'obliquer entre Tagounit et Mhamid El-Ghizane vers l'ouest jusqu’à se jeter dans l’océan Atlantique à Foum Draa au nord de la ville de Tan-Tan et au sud de Guelmim. C'est le système hydrographique le plus long du Maroc ; il est cependant à sec sur la plus grande partie de son cours pendant la plus grande partie de l’année avant de rejoindre la côte, mais il ne redevient véritablement visible que 50 km avant son embouchure. 
Les eaux du Drâa sont utilisées pour irriguer des palmeraies.
L'oued Drâa sert également à délimiter des frontières sur certaines de ses parties : le Maroc méridional restitué par l'Espagne en 1958 est bordé au Nord par l'Oued Drâa et au Sud par le Sahara occidental (parallèle 27° 40' nord) qui sert également plus à l'Est de frontière entre le Maroc et l'Algérie.

### Les trois sections du Drâa

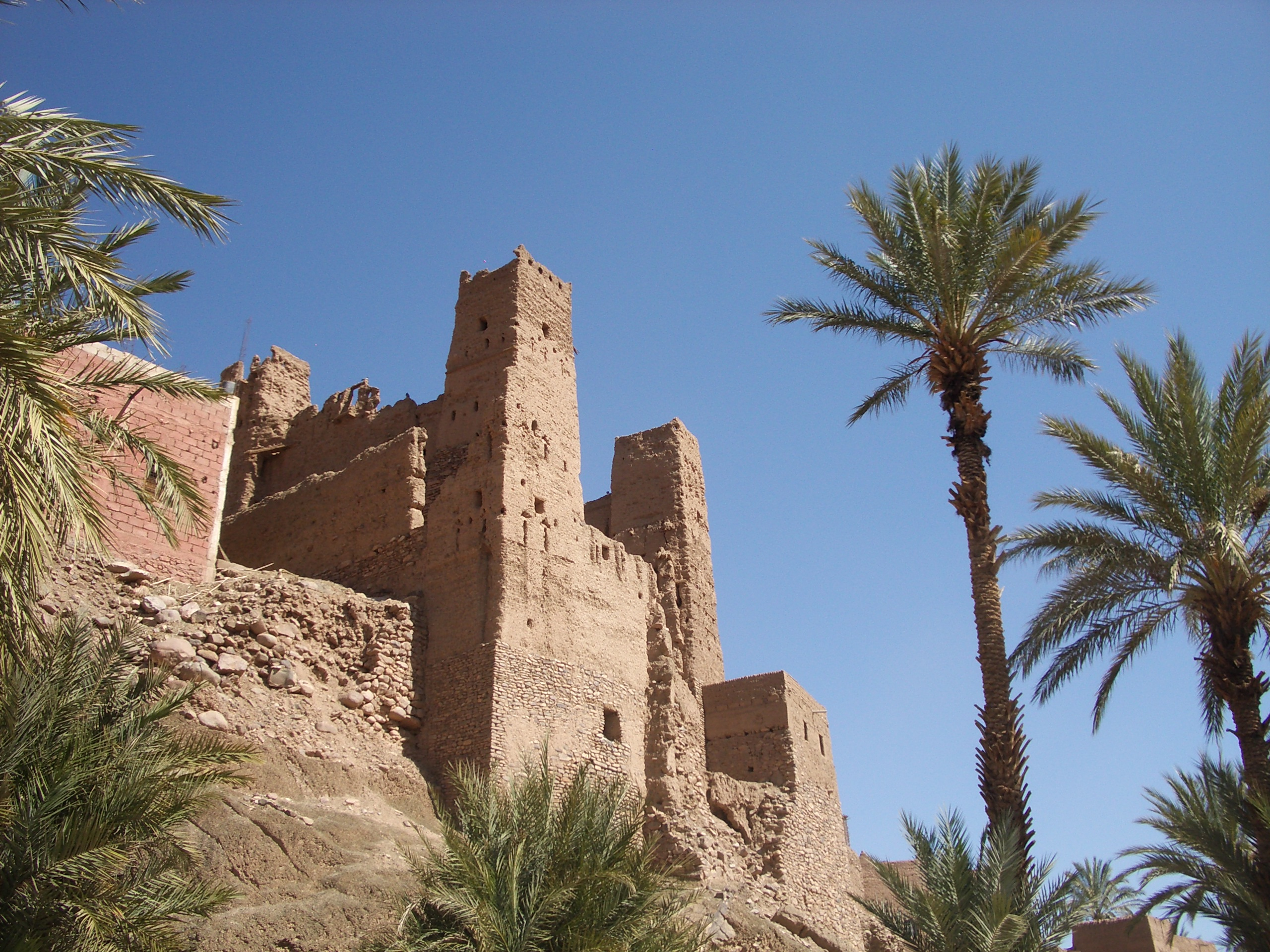
Une casbah dans la vallée du Drâa.

- Le haut Drâa : En sortant du barrage, le Drâa traverse durant une cinquantaine de kilomètres des gorges très étroites, la Tarhia du Drâa, creusées dans les contreforts de l'Anti-Atlas[5] et du Djebel Saghro. L'année 1972 a vu la construction du barrage El Mansour Eddahbi. Depuis cette date les crues limoneuses du Drâa font partie du passé et le fleuve ne parvient plus à atteindre l'océan.

- Le Drâa moyen : À partir d'Agdz, le Drâa traverse une succession d'oasis, séparées par des gorges courtes et moins profondes, des foums. La route N9 longe alors les îlots de verdure sur 92 km de Agdz à Zagora, puis 108 km de Zagora à Mhamid. Le débit est alors très irrégulier, augmentant après les pluies d'automne et lors de la fonte des neiges du Haut-Atlas au printemps[5]. Les crues sont cependant atténuées depuis la mise en eau du barrage en 1979[1].

- Le bas Drâa : est la partie la plus longue et la plus aride, car éloignée des cimes enneigées du Haut-Atlas. Orienté vers l'ouest-sud-ouest, le cours le plus souvent à sec du Drâa est alors situé entre les versants sud de l'Anti-Atlas sur sa rive droite et le Djebel Ouarziz[5].

## Vallée du Drâa

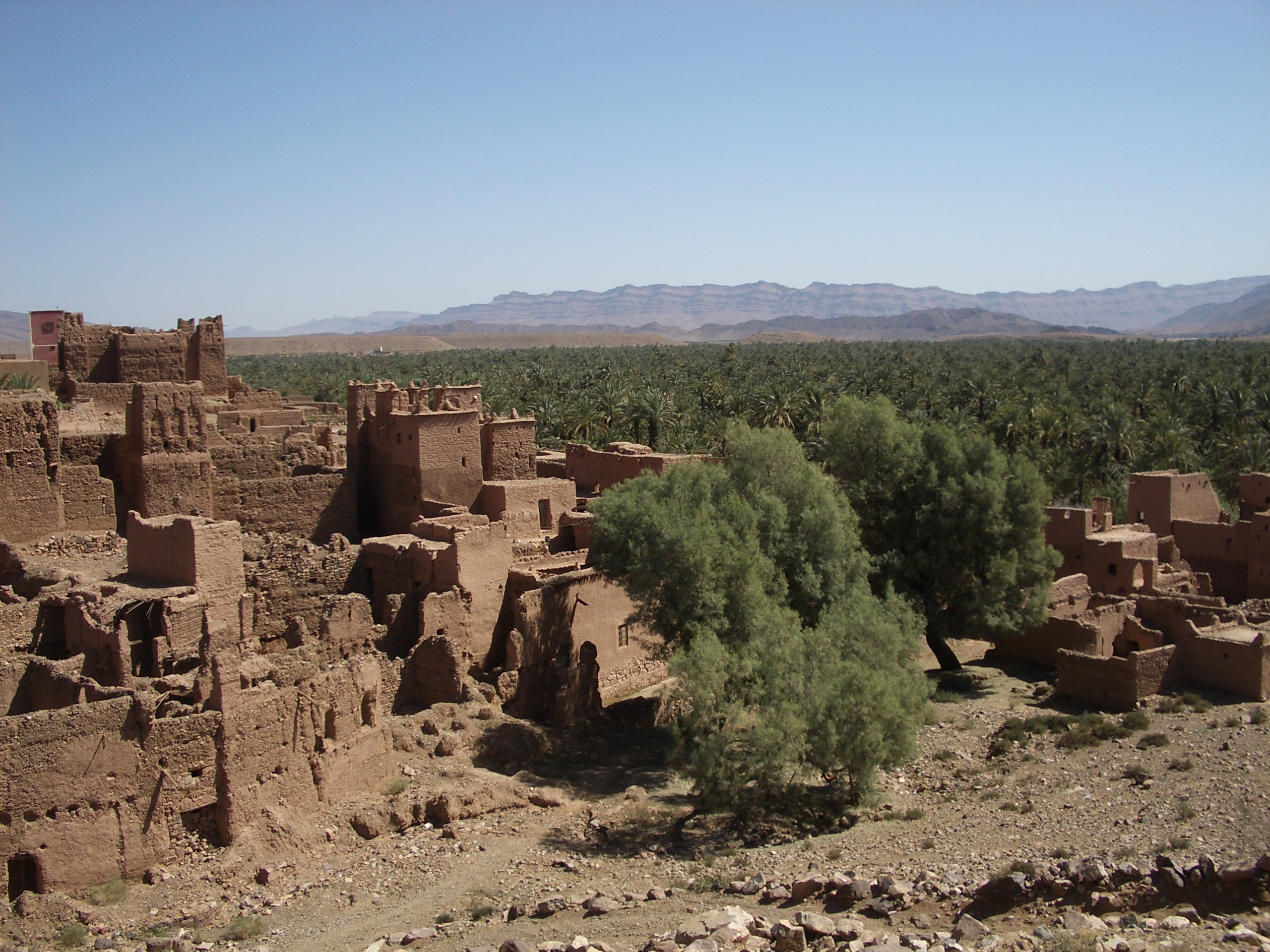
La vallée du Drâa.

## Vallée du Drâa[6]

### Histoire
Les premiers habitants de la vallée du Drâa sont les Haratins, aussi appelés « drawi » au Maroc,,,,.
Le Drâa est connu depuis les Romains qui l'appelaient Darat. Scipion Émilien, commandant en Afrique, confia à l’historien Polybe une flotte pour explorer les côtes marocaines ; celui-ci raconte y avoir vu des crocodiles. Lors de la conquête romaine de la Maurétanie, la tribu berbère des Guezoula a fui vers le sud et a réduit en esclavage les autochtones haratins.
Les trois parties du bassin sont incluses dans ce que le géographe Marmol y Carvajal nomme la « Numidie » qu'il distingue clairement de la « Barbarie ».
Draa avait une cité du même nom qui a dû devenir très importante à l'aune du développement caravanier au haut Moyen Âge (VIIe-Xe siècle), sans doute au lieu-dit Zagora en raison du Jbal Zaggûr (la « montagne pyramide ») qui indiquait tel un phare le chemin aux caravanes venant du Ouarzazate au nord, comme à celles venant de l'oasis du Mhamid au sud ; elle bouclait ainsi le petit défilé entre deux chaînes continues perpendiculaires au cours du fleuve.
Aux Xe et XIe siècles, la cité de « Draa » est florissante et Al-Bakri en fait une description élogieuse ; elle devient le territoire d'accueil des Murabitûn Sanhaja, les « coalisés », les « gens du Ribat », connus sous le nom d'Almoravides, en provenance du Sahara méridional.
Le pays du Draa est soumis superficiellement vers 1300 à la tribu Zénète des mérinides qui contrôlent Fès, Marrakech, et bientôt Sijilmassa ; il devient ensuite le foyer de la Zaouia des Chérifs Saadiens et le terroir qui voit naître leur fameuse guerre sainte contre l'invasion portugaise, dans les années 1515-1545. 
Entre-temps des éléments arabes issus des confédérations Hassân et Ma'qîl s'installent dans les déserts et autour des ksour du Draa méridional.
Aux XVIIe et XVIIIe siècles, le pays retrouve une relative indépendance, bien que ses despotes continuent vers 1650-1730 et 1750-1790 à payer l'obole aux sultans chérifiens de Fès, la cité de Draa-Zagora est ruinée par les Berâber qui occupent le Saghro et domestiquent dès lors une partie des terres du pays de Tafilalet et du pays de Draa (ils détruisent également Sijilmassa[réf. nécessaire]).
Au XIXe siècle, les huit districts du Draa connaissent huit régimes totalement indépendants et divers les uns des autres. 
Charles de Foucauld, en 1883, nous en donne une description précise, 
Au nord se trouve l'État Despotique du Mazgita, un véritable émirat absolu berbérophone, dirigé par une famille de blancs dans la Qasba de Tamnougalt.
Suit le pays des arabes Oulad Jri, tribu appartenant au groupe de Oulad Yahya (ex-Ma'qîl), nomades du Banî et de l'Anti-Atlas oriental, parlant un dialecte de hassanya.

Cet élément arabe sédentarisé a, comme ses voisins du nord, absorbé la population autochtone, qui est soit marginalisée dans les ksour arabes, et arabisée, soit fondue dans la population, soit soumise à des relations de patronage, comme les juifs amazighs autochtones, par contre, comme les Aït Seddrât, ils sont organisés par villages (qsars), de manière démocratique ; même si eux n'ont pas de réunion annuelle de toutes les fractions.
Le pays des Oulad Jri est contigu avec le pays du Tinzouline, dont la qasba a donné le nom au caïdat actuel. Il est dirigé par un pouvoir despotique d'arabes issus de la famille Oulad Uthmân, de la tribu Oulad Jri. Mais les arabes sont ici un élément marginal, dominateur, et les qsar sont essentiellement peuplés d'autochtones, berbérophones pour la plupart, qui sont soumis à ce deuxième petit émirat despotique.
Vient ensuite, après le défilé de l'Azlag, au pied du Bou-Zeroual, le pays de Ternata, dominé par des éléments Oulad Yahya sédentarisés, des Murabits berbérophones et quelques qsars autochtones indépendants, mais surtout par la tribu arabe des Rouha, qui sont issus des oasis, et n'ont aucun lien avec les nomades.
Au sud du défilé où se trouvait l'antique Draa, la moderne Zagora, on trouve le pays du Fezwatta, pays libre de Noirs autochtones, de toute domination sédentaire, dont chaque village fortifié a une relation de patronage avec un clan ou une fraction de la nébuleuse Ait Atta, tribu de la confédération des Berâber, qui domine peu ou prou 75 % du Saghro, les environs du Tafilalet, du Ferkla et du Todgha et une partie du désert entre Draa et Tafilalet. La Zaouia de Tamegroute y fut longtemps très réputée, pour son université et son traitement des maladies mentales, et ce depuis l'aube du XVIIIe siècle, elle a abrité de nombreux manuscrits en langue berbère (et en caractères arabes).
Au sud d'une montagne abrupte et effilée, le Jbel Bani, se trouve le pays arabophone du Ktawa, peuplé de tribus de langue hassanya 'Arîb, de membres des Chorfa, (liés de près ou de loin aux Saadiens), mais aussi de Draoua arabisés et autonomes, et d'autres tribus arabes diverses.
Finalement, au sud d'une autre ligne montagneuse, on entre dans le désert total, le pays de Mhamid, ici, les arabes nomades ('arîb) sont les maîtres, les juifs et les murabits berbérophones ont été arabisés et constituent l'essentiel de la population.
Avec l'invasion française des régions côtières et des déserts orientaux, puis le siège de Fès, la signature du protectorat donne mandats aux français de « restaurer » le Makhzen sultanien des empereurs chérifiens de Fès dans « tout leur empire ». 
En octobre 1916, à son embouchure, a lieu le débarquement d'une mission militaire allemande dirigée par Edgar Proebster et venue pour livrer des armes à Moulay Ahmed el Hiba. 
L'armée française entame donc la « pacification du Draa », en se servant du Qâ'id des Glaoui, titre makhzénien, devenu de facto héréditaire, et la famille caïdale s'empare progressivement du Ouarzazate en 1919, et à partir de 1921, prend le contrôle du Mezguita, et étend son influence par effet de domino aux huit autres districts.

### Les oasis de la vallée du Drâa

#### Mezguita
Au sortir des gorges du haut Drâa, un peu en amont de la ville d'Agdz, le fleuve irrigue l'oasis de Mezguita, surplombée au nord par le Djebel Kissane. Parmi les villages, on peut distinguer des ksour anciens dont Tamnougalt et Timiderte. Du 15 au 20 avril 1884, Charles de Foucault a traversé cette oasis qu'il décrit dans son ouvrage "Reconnaissance au Maroc". Orienté d'ouest en est dans l'oasis de Mezguita, le Drâa rencontre ensuite le Djebel Bou Zeroual dernier contrefort de la crosse du Bani. Il traverse alors une cluse, le foum Tansikht.

#### Tinzouline
En aval de cette cluse, le Drâa traverse ensuite l'oasis de Tinzouline.

### Le patrimoine
La vallée du Drâa est remarquable pour ses ksour et kasbah en terre (en pisé).